# 下呂町立上原中学校
下呂町立上原中学校（げろちょうりつ うえはらちゅうがっこう）は、かつて岐阜県益田郡下呂町（現・下呂市）にあった公立中学校。

## 概要
- 旧・益田郡上原村の中学校であった。1968年に下呂中学校〈旧〉、中原中学校と統合し、下呂中学校の新設により廃校。
- 廃校後、校舎は木材加工会社の倉庫に、体育館は木材校舎の倉庫に転用された。運動場跡は上原デイサービスセンターほほえみとなっている[1]。

## 沿革
- 1947年（昭和22年）4月 - 益田郡上原村に上原村立上原中学校として開校。本校は和川小学校に置かれ、門和佐小学校に門和佐分校を設置。
- 1949年（昭和24年）
  - 1月16日 - 上原村大字田口に中学校の独立校舎の建設が決まる。
  - 10月 - 校舎（木造2階建）が完成。門和佐分校を廃止。
- 1955年（昭和30年）4月1日 - 下呂町、竹原村、上原村、中原村が合併し、下呂町が発足。同時に下呂町立上原中学校に改称する。
- 1958年（昭和33年）
  - 4月1日 - 校区変更により、久野川地区が上原中学校の校区から中原中学校の校区に移る[注釈 2]。
  - 10月15日 - 体育館が完成。
- 1962年（昭和37年）11月 - 技術科教室が完成。
- 1968年（昭和43年）3月 - 下呂中学校〈旧〉、中原中学校と統合し、下呂中学校の新設により廃校。上原中学校は下呂中学校上原分教室となる。
- 1969年（昭和44年） - 下呂中学校上原分教室を廃止。